# 黒木幾雄
黒木 幾雄（くろき いくお、1950年（昭和25年）4月7日 - ）は、日本の農林官僚。元北陸農政局長。宮崎県日向市出身。

## 略歴
- 東京大学法学部卒業
- 1975年（昭和50年）：農林省入省
- 1982年8月　畜産局畜政課企画官
- 1984年4月　津山営林署長
- 1986年7月　大臣官房文書課課長補佐(法令)
- 1989年7月　群馬県農政部副部長
- 1992年4月　林野庁林政部林政課調査官
- 1993年（平成5年）7月：農林水産省畜産局畜政課畜産総合対策室長
- 1995年　国土庁防災局防災調整課長
- 1997年（平成9年）7月7日：農林水産省経済局保険管理課長
- 1999年（平成11年）8月1日：水産庁資源管理部管理課長
- 2000年（平成12年）4月1日：水産庁漁政部漁政課長
- 2001年（平成13年）1月6日：農林水産省大臣官房審議官
- 2002年（平成14年）1月8日：近畿農政局長
- 2003年（平成15年）7月1日：林野庁林政部長
- 2004年（平成16年）1月13日：林野庁次長
- 2006年（平成18年）1月20日：独立行政法人農業者年金基金理事
- 2007年（平成19年）7月10日：北陸農政局長
- 2008年（平成20年）3月31日：退官
- 日本商品委託者保護基金副理事長
- 公益財団法人中央果実協会副理事長
- 一般社団法人日本農業機械化協会常勤監査役[1]
- 2020年（令和2年）11月：瑞宝中綬章受章[2]。